# Heinz Haushofer
Heinz Konrad Haushofer (* 19. Juni 1906 in München; † 18. Februar 1988 in Herrsching am Ammersee) war ein deutscher Landwirt, Agrarwissenschaftler und -funktionär.

## Leben
Er war der Sohn des Geographen Karl Haushofer (1869–1946) und seiner Frau Martha (geborene Mayer-Doss, 1877–1946). Sein Bruder war der Geograph, Diplomat und Schriftsteller Albrecht Haushofer (1903–1945).
Nach dem Absolutorium 1924 an einem humanistischen Gymnasium in München studierte Heinz Haushofer mit Rücksicht auf den elterlichen Besitz des Hartschimmelhofs in der Gemeinde Pähl (Kreis Weilheim/Schongau) an der TH München Landwirtschaft und Volkswirtschaft mit den Abschlüssen Dipl. Landwirt und Dr. rer. tech. Gleichzeitig arbeitete er im wirtschaftswissenschaftlichen Institut bei Hanns Dorn.
1928 heiratete er Adrienne Desportes (* 1906), Adoptivtochter des Verlegers Thomas Knorr (* 9. August 1851 München; † 13. Dezember 1911 München, Sohn des Zeitungsverlegers Julius Knorr), die 1932 nach der Geburt des zweiten Kindes starb.
Ab 1929 war Heinz Haushofer wissenschaftlicher Hilfsarbeiter im Büro der Bayerischen Landesbauernkammer (Direktor Michael Horlacher), die 1933 in die Landesbauernschaft Bayern überführt wurde. Nach einer Tätigkeit beim Reichsnährstand in Berlin unter Reichsbauernführer Walther Darré war er ab 1937 Landwirtschaftattaché an der Deutschen Gesandtschaft in Wien sowie in Budapest. 1938 folgte die Habilitation und Bestellung zum Privatdozenten an der Hochschule für Bodenkultur in Wien und München.
Haushofer war inzwischen in zweiter Ehe mit Luise, Tochter des Buchkünstlers Paul Renner, verheiratet, mit der er drei weitere Kinder bekam. Vom Kriegsdienst wurde er deshalb nach kurzer Zeit als „Vater von 5 unversorgten Kindern“ wieder zurückgestellt. Nach dem 20. Juli 1944 wurde er am 25. August 1944 verhaftet und saß dann wie der am 7. Dezember 1944 festgenommene Bruder Albrecht Haushofer im Zellengefängnis Lehrter Straße in Berlin-Moabit ein. Während Albrecht Haushofer am 22./23. April 1945 von der Gestapo ermordet wurde, kam Heinz Haushofer um diese Zeit wieder frei und war dann kurz in dem von Andreas Hermes geleiteten Ernährungsamt der Stadt Berlin tätig.
Anschließend kehrte er auf den elterlichen Hartschimmelhof zurück und übernahm dessen Bewirtschaftung. Beide Eltern begingen dort am 10. März 1946 Selbstmord. Nach der Entnazifizierung als „Entlasteter“ am 26. November 1946 wirkte Heinz Haushofer ab 1947 an der Wiederbegründung des Bayerischen Bauernverbandes, des Kuratoriums für Technik in der Landwirtschaft und des Diplomlandwirteverbands mit und nahm an internationalen Konferenzen im Ausland teil. Von 1948 bis 1953 war er Direktor des Bayerischen Bauernverbandes und von 1955 bis 1957 bei der Landmaschinenfabrik Heinrich Lanz AG in Mannheim zuletzt als Prokurist und Abteilungsleiter tätig. 1957 war er Präsident der Arbeitsgemeinschaft für Bergbauernfragen, 1958 bis 1959 im Zentralausschuss  der Deutschen Landwirtschaft in Bonn unter Andreas Hermes. Im Juli 1958 nahm er an der ersten Agrarkonferenz der EWG in Stresa teil. 1962 bis 1964 war er Grundsatzreferent für Agrarpolitik im Bundesministerium für Ernährung, Landwirtschaft und Forsten unter Minister Werner Schwarz, anschließend bis 1968 beurlaubt zur Leitung der Zentralstelle Landwirtschaft der Deutschen Stiftung für Entwicklungsländer in Feldafing. Den Hartschimmelhof übergab er 1964 seinem Sohn Martin Haushofer.
Fünf Jahre war er Lehrbeauftragter an der staatswissenschaftlichen Fakultät der Ludwig-Maximilians-Universität München sowie an ihrer tierärztlichen Fakultät. Ab 1965 lehrte er Agrargeschichte in Weihenstephan und wurde 1968 zum Honorarprofessor bestellt.

## Ehrungen
- 1962: Bayerischer Verdienstorden
- 1968: Buchpreis der Deutschen Landwirtschaft
- 1970: Max-Eyth-Medaille der Deutschen Landwirtschaft
- 1977: Verdienstkreuz 1. Klasse der Bundesrepublik Deutschland
- 1981: Andreas-Hermes-Medaille
- 1984: Ehrenbürger von Pähl
- 1986: Großes Verdienstkreuz der Bundesrepublik Deutschland
- 1986: Oberbayerischer Kulturpreis

## Veröffentlichungen (Auswahl)
- Die Agrarreformen der Österreich-ungarischen Nachfolgestaaten. Dissertation TH München 1928. Südost-Verlag, München 1929.
- Das landwirtschaftliche Strukturgleichgewicht. In: Odal. Monatsschrift für Blut und Boden, Jg. 2, Heft 10, April 1934, S. 736–740.
- Agrarpolitische Sippengeschichte. In: Odal. Monatsschrift für Blut und Boden, Jg. 3, 1934, Heft 1, S. 61–67.
- Wir Bayern!. E. Runge, Berlin 1935.
- mit Johann von Leers: Baiern führen den Pflug nach Osten. Blut und Boden Verlag, Goslar 1938.
- Das agrarpolitische Weltbild. B.G. Teubner, Leipzig 1939.
- Ideengeschichte der Agrarwirtschaft und Agrarpolitik im deutschen Sprachgebiet, Band II, Bayerischer Landwirtschaftsverlag, München 1958.
- mit Hans-Joachim Recke (Bearb.): Fünfzig Jahre Reichsernährungsministerium – Bundesernährungsministerium, hg. vom Bundesministerium für Ernährung, Landwirtschaft und Forsten, Bonn 1969.
- Auswahlbibliographie, in Zeitschrift für Agrargeschichte und Agrarsoziologie (ZAA) 24 (1976) S. 3–7.
- Mein Leben als Agrarier. Eine Autobiographie 1924–1978. Bayerischer Landwirtschaftsverlag, München 1982, ISBN 978-3405127350.
- Aus der Bayerischen Agrargeschichte 1525–1978. Gesammelte Beiträge. Bayerischer Landwirtschaftsverlag, München 1986. Festschrift zum 80. Geburtstag, ISBN  978-3405132668.